# Veronica Kristiansen
Veronica Kristiansen (născută pe 10 iulie 1990, în Stavanger) este o handbalistă din Norvegia care joacă pentru clubul maghiar Győri Audi ETO KC și pentru echipa națională a Norvegiei.
Multiplă medaliată în diverse competiții internaționale, Kristiansen a debutat în selecționata țării sale în anul 2013.

## Palmares
- Liga Campionilor EHF:
  -  Câștigătoare: 2019

Club
- Cupa Danemarcei:
  -  Câștigătoare: 2015
  - Finalistă: 2016

Echipa națională
- Jocurile Olimpice:
  -  Medalie de bronz: 2016

- Campionatul Mondial:
  -  Medalie de aur: 2015

- Campionatul European:
  -  Medalie de aur: 2014, 2016

## Premii individuale
- Ce mai bun intermediar stânga din Liga Norvegiană Postenligaen: 2013/2014